# 첼시교

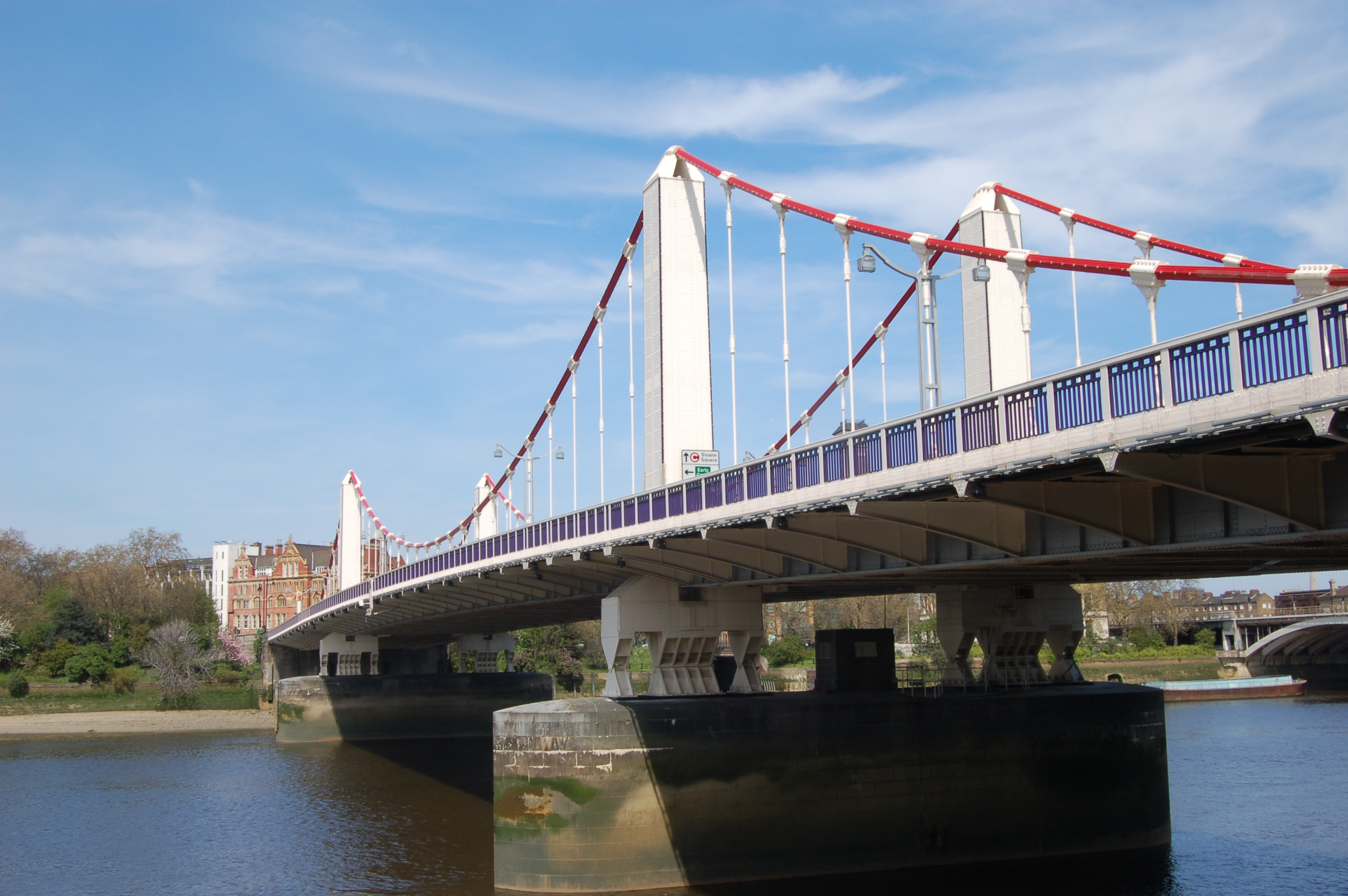
첼시 교

첼시 교(영어: Chelsea Bridge)는 영국 런던 템스강 위에 있는 다리이다.